# Tituly a vyznamenání Kim Ir-sena

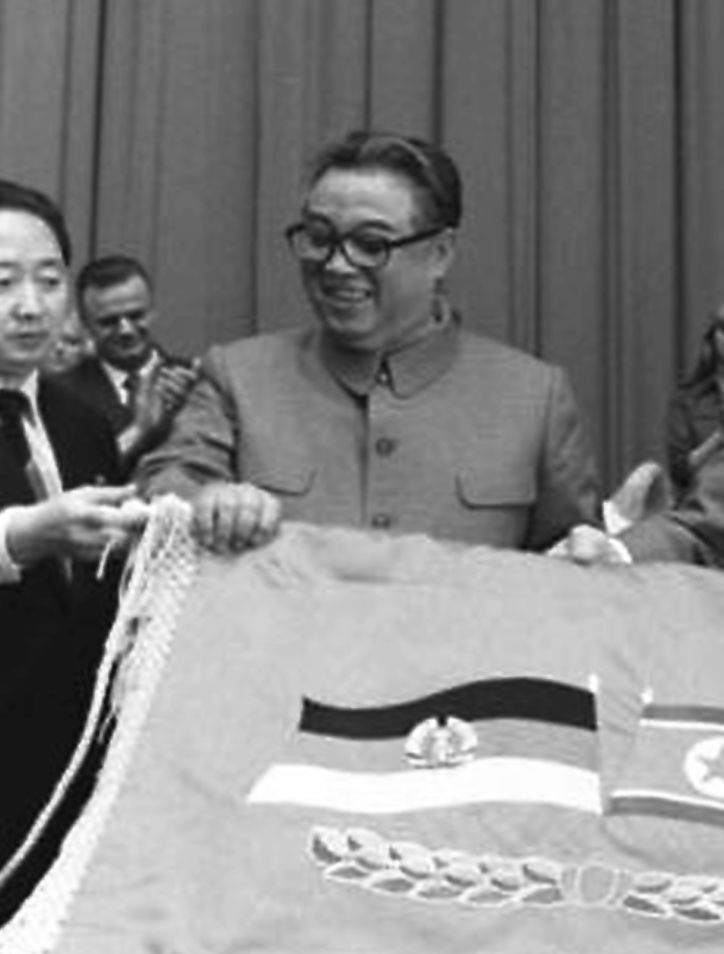
Kim Ir-sen v Berlíně během státní návštěvy ve Východním Německu

Kim Ir-sen, politický vůdce Severní Koreje, podle severokorejských zdrojů obdržel od 40. let 20. století do své smrti v roce 1994 230 zahraničních řádů, medailí a titulů ze 70 zemí.

## Vyznamenání

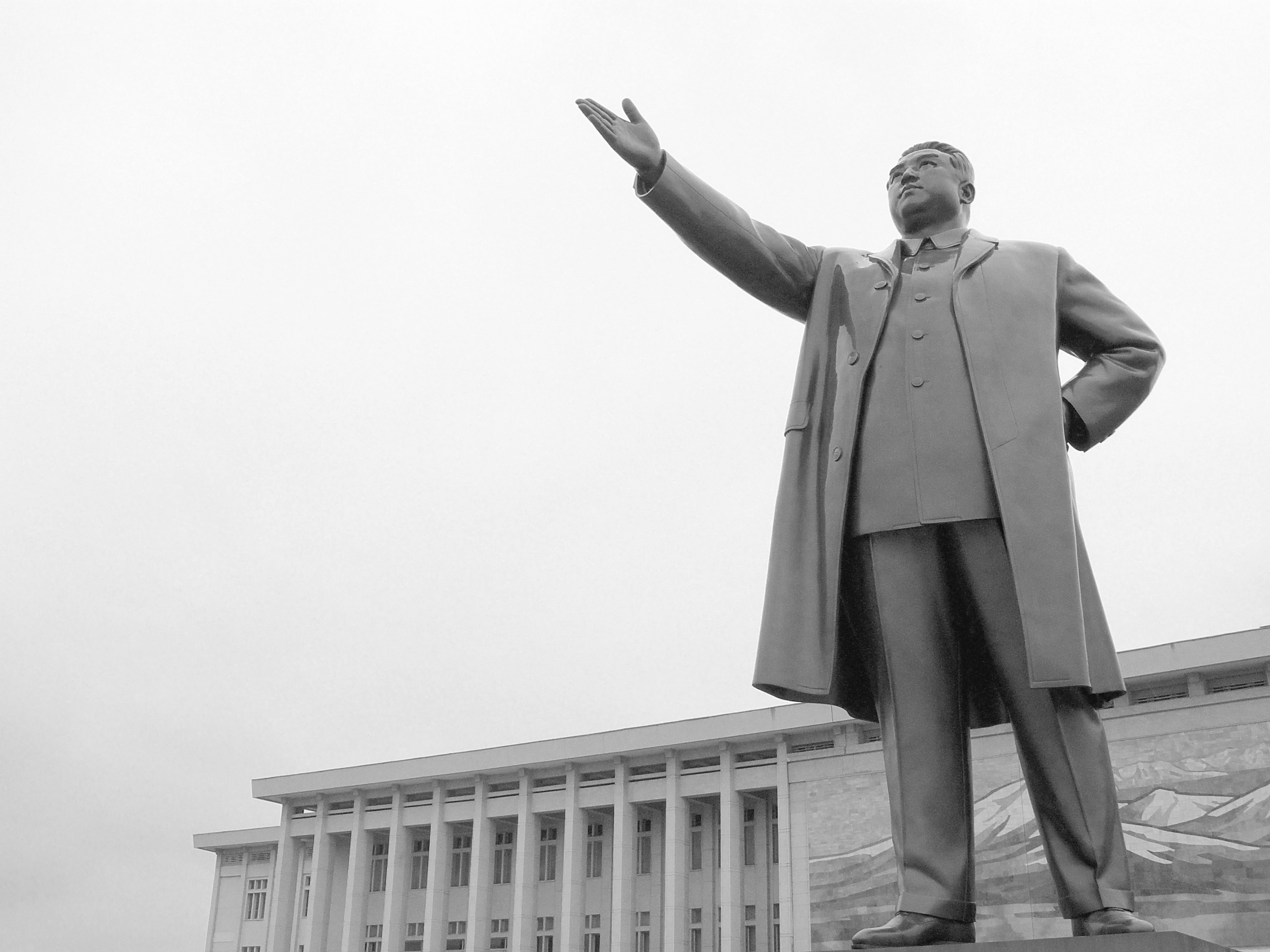
Socha Kim Ir-sena v Pchjongjangu

### Severokorejská vyznamenání
- Řád národního praporu I. třídy – udělen šestkrát[2][3][4]
- Řád svobody a nezávislosti I. třídy – udělen dvakrát[2]
- Řád na paměť založení Korejské lidové demokratické republiky – udělen dvakrát[5]
- Hrdina Severní Koreje – udělen třikrát[3][5]
- Hrdina práce – 7. září 1958[5]

### Zahraniční vyznamenání
Neúplný seznam zahraničních vyznamenání, která během svého života obdržel Kim Ir-sen:
- Albánie
  - Řád svobody I. třídy – 1956[6]
- Bulharsko
  -  Řád Georgiho Dimitrova – udělen dvakrát[5]
- Benin
  -  velkokříž Národního řádu Beninu – 3. února 1977 – udělil prezident Mathieu Kérékou[7]
- Burkina Faso
  - Řád zlaté hvězdy Nahouri[2]
- Československo
  -  Řád Klementa Gottwalda – 29. ledna 1987[8]
- Jugoslávie
  -  velkohvězda Řádu jugoslávské hvězdy – 1977[2]
- Kambodža
  -  velkokříž Královského řádu Kambodže[9]
- Kuba
  -  Řád José Martího – udělen dvakrát – 1986[5][10]
  -  Řád Playa Girón – 1987[11]
- Etiopie
  -  Řád velké hvězdy cti socialistické Etiopie[5]
- Indonésie
  -  Řád hvězdy Indonéské republiky I. třídy[5]
- Libye
  -  člen I. třídy Řádu velkého dobyvatele – 1983[zdroj?]
- Madagaskar
  -  velkokříž Národního řádu Madagaskaru[12]
- Mali
  -  velkokříž Národního řádu Mali[13]
- Malta
  -  Řád Xirka Ġieħ ir-Repubblika – 1. srpna 1985[14]
- Mongolsko
  -  Süchbátarův řád – 1953[15]
- Mosambik
  - Řád Eduarda Mondlaneho I. třídy – 24. července 1984[16]
- Nikaragua
  -  Řád Augusta Césara Sandina – 1986[5]
- Rumunsko
  -  Řád vítězství socialismu – 1987[5]
  -  Řád hvězdy Rumunské socialistické republiky I. třídy – 1971[17]
- Sovětský svaz
  -  Leninův řád – 14. dubna 1972 a 14. dubna 1987[2]
  -  Řád rudého praporu[18]
  -  Medaile 100. výročí narození Vladimira Iljiče Lenina
- Středoafrická republika
  -  řetěz Řádu za zásluhy[2]
- Sýrie
  -  člen I. třídy Řádu Umajjovců[19]
  -  velkostuha Řádu za občanské zásluhy[zdroj?]
- Togo
  -  velkokříž Řádu Mono – 11. září 1974[20]
- Vietnam
  -  Řád zlaté hvězdy – 9. září 1988[21]
- Východní Německo
  -  Řád Karla Marxe – udělen dvakrát – 1982[2]